# Boz Burrell
Pour les articles homonymes, voir Burrell.
 (septembre 2018).
Si vous disposez d'ouvrages ou d'articles de référence ou si vous connaissez des sites web de qualité traitant du thème abordé ici, merci de compléter l'article en donnant les références utiles à sa vérifiabilité et en les liant à la section « Notes et références ».
Raymond Burrell, né le 1er janvier 1946 à Lincoln au Royaume-Uni et mort le 21 septembre 2006 à Marbella en Espagne, est un chanteur et bassiste britannique qui a joué avec King Crimson et Bad Company.

## Biographie
Raymond Burrell est natif de Lincoln, dans le Lincolnshire en Angleterre. Il forme un premier groupe, The Tea Times Four en 1963 avec lequel il se fait connaître localement, puis sur la suggestion de leur gérant, Jack Barrie, il change le nom du groupe pour The Boz People et avec l'ajout de Ian McLagan aux claviers, ils se rendent à Londres et signent un contrat de disques avec Columbia Records, une filiale de EMI Records en 1965.
Le style de Burrell va plus vers le jazz alors que celui de McLagan bifurque davantage du côté du blues, cette combinaison va être bénéfique puisque le groupe publie quatre singles avant que McLagan ne quitte le groupe pour les Small Faces. Burrell rejoint alors Feel for Soul jusqu'en 1966, période durant laquelle il remplace Roger Daltrey chez The Who[réf. nécessaire], avant que ce dernier ne reprenne sa place. En 1968, il enregistre une version d'une chanson de Bob Dylan, I shall be released avec Jon Lord à l'orgue, Ritchie Blackmore à la guitare, Nick Simper à la basse et Ian Paice à la batterie qui viennent tout juste de former Deep Purple. On retrouve aussi Burrell sur l'album Septober Energy de Centipede en 1971, avec entre autres au chant, Julie Tippett, Maggie Nichols, Mike Patto, Zoot Money ainsi qu'une belle brochette de musiciens issus de King Crimson et de Soft Machine, de Karl Jenkins et Ian McDonald à Elton Dean et Roy Babbington, Robert Wyatt et John Marshall. 
Toujours en 1971, Burrell est recruté comme chanteur de King Crimson, il sera choisi au détriment de Bryan Ferry et Elton John, présents à ces sessions. Le groupe ne réussissant pas à recruter de bassiste, Robert Fripp lui enseigne alors à jouer la basse. Boz enregistre avec King Crimson l'album Islands et participe aux tournées européennes du groupe de 1971 à 1972. En dehors de l'album live Earthbound, il existe plusieurs enregistrements en concert de cette formation disponibles par l'entremise de l'actuel site Internet du groupe, Discipline Global Mobile ainsi que le King Crimson's Collectors Club. 
À la suite de son départ de King Crimson, il fonde avec Mel Collins et Ian Wallace, le groupe Snape avec le guitariste britannique Alexis Korner. Quatre albums sont parus avec cette formation, Alexis Korner &  Snape  –  The Accidental Band sorti en 1972, ainsi que Accidentally Born in New Orleans, Live on Tour in Germany et Alexis Korner & Snape, tous parus en 1973. On retrouvait sur ces albums, outre Alexis Korner à la guitare et au chant, Peter Thorup aussi à la guitare, au chant et aux chœurs, Mel Collins au saxophone, à la flûte et au piano, Zoot Money au piano, Boz Burrell à la basse et aux chœurs, Tim Hinkley au piano et au chant sur une chanson du premier album, Steve Marriott à l'orgue et aux chœurs aussi sur une pièce du même disque ainsi que Ian Wallace à la batterie. Les membres de Snape se retrouvèrent ensuite sur l'album éponyme Alexis Korner de 1974 à titre d'invités. Puis toujours en 1974, accompagné de plusieurs musiciens dont B J Cole à la pedal-steel, Tim Hinkley à l'orgue et au piano, Mel Collins au saxo et Ian Wallace à la batterie ainsi que les choristes Clydie King, Venetta Fields et Vicki Brown, Boz participe à un album du groupe Humble Pie, The Scrubbers Sessions qui ne paraîtra qu'en 1999.
Entretemps, en 1973, il fonde Bad Company avec Paul Rodgers et Simon Kirke (ex-Free) ainsi que Mick Ralphs (ex-Mott the Hoople), qui signe sur le label de Led Zeppelin Swan Song. Boz Burrell reste avec Bad Company jusqu'à l'album Rough Diamonds en 1982, à la suite de quoi le groupe se sépare jusqu'à sa reformation en 1986 avec de nouveaux musiciens. En 1982, Boz et deux ex-Bad Company Mick Ralphs et Simon Kirke, participent à un album solo de l'organiste de Deep Purple Jon Lord, Before I forget. On retrouve aussi sur cet album des musiciens comme les choristes Vicky et Sam Brown, Ian Paice, Simon Phillips et Cozy Powell. Puis en 1984, il forme l'éphémère groupe Nightfly avec de vieux routiers du rock, Spencer James au chant qui fut membre de The First Class, Micky Moody à la guitare anciennement de Whitesnake, Mickey Simmonds aux claviers ex John Coghlan's Diesel et Zak Starkey à la batterie qui est le fils de Ringo Starr. Ils donnèrent quelques concerts dans des clubs en 1984 et 1985, incluant une performance au célèbre Marquee Club le 28 Février 1985 et enregistrèrent des démos produits par John Entwistle des Who. À ce jour, rien d'officiel n'a été produit sur disque par ce groupe. Boz retourna avec Bad Company en 1998 mais les quitte définitivement en 1999. 
Boz Burrell meurt d'une crise cardiaque le 21 septembre 2006, à l'âge de 60 ans, dans son appartement de Marbella, en Espagne, lors d'une répétition pour un nouveau projet musical qui aurait inclus le chanteur blues écossais Tam White, un trio bluesy The Shoe String Band ainsi qu'un Big Band. Tam White était présent sur les lieux lors du tragique événement. Ces deux musiciens ont déjà collaboré ensemble par le passé, sur l'album The Celtic Groove Connection en 1999 avec le Big Band.

## Discographie

### Solo
Singles
- 1966 : The Baby Song/Carry On Screaming
- 1966 : Pinocchio/The Baby Song
- 1966 : Pinocchio/Stay As You Are
- 1966 : Isn't That So/You're Just The Kind Of Girl I Want
- 1966 : Meeting Time/No (Ah) Body Knows Blues
- 1968 : Light my Fire/Back Against The Wall
- 1968 : I Shall Be Released/Dove in the Flood

### Centipede
- 1971 : Septober energy - Boz au chant. - Projet mis sur pied par le pianiste britannique Keith Tippett. Avec Mel Collins, Ian McDonald, Elton Dean, Marc Charig, Karl Jenkins, Roy Babbington, Robert Wyatt, John Marshall, Julie Tippett, etc. Robert Fripp a produit l'album.

### King Crimson
- 1971 : Islands
- 1972 : Earthbound
- 1993 : Concise King Crimson
- 2002 : Ladies of the road
- 2004 : 21st Century Guide to King Crimson, Vol. 1: 1969 - 1974
- 2009 : 40th Anniversary Tour Box
- 2014 : The elements of King Crimson

### Snape

#### Single
- 1973 : Sweet Sympathy/ Gospel Ship

#### Albums studio
- 1972 : Alexis Korner &  Snape  –  The Accidental Band - Avec Steve Marriott à l'orgue et aux chœurs.
- 1973 : Accidentally born in New Orleans - Steve Marriott.
- 1973 : Alexis Korner & Snape

#### Album Live
- 1973 : Live on tour in Germany

### Bad Company

#### Albums studio
- 1974 : Bad Company - Avec Mel Collins au saxophone.
- 1975 : Straight shooter
- 1976 : Run with the pack
- 1977 : Burnin' sky - Avec Mel Collins au sax et à la flûte.
- 1979 : Desolation angels
- 1982 : Rough diamonds - Avec Mel Collins au sax.

#### Albums live
- 2002 : In Concert: Merchants Of Cool
- 2006 : Live in Albuquerque 1976
- 2016 : Live in Concert 1977 & 1979

#### Compilations
- 1985 : 10 From 6
- 1990 : Can't get enough of that stuff - Disque non officiel 2 CD
- 1999 : The Original Bad Company Anthology
- 2008 : The Hits
- 2010 : The Very Best Of Free & Bad Company Featuring Paul Rodgers
- 2011 : Extended Versions
- 2014 : Original Album Series - Coffret 5 CD, contient les 5 premiers albums.
- 2015 : Rock 'n' Roll Fantasy The Very Best Of Bad Company

### Tam White & Boz Burrell
- 1999 : Tam White / Boz Burrell -  The Celtic Groove Connection - Avec Tam White, Neil Warden, Jim Condie, Brian Kellock, Russell Cowieson, Alec Phelps et Tom NcNiven.

### Participations
- 1973 : On the road to freedom d'Alvin Lee & Mylon Lefevre
- 1973 : Still de Peter Sinfield - Avec Greg Lake, Ian McDonald, Keith Christmas, John Wetton, Mel Collins, etc.
- 1974 : Busy Corner de Chili Charles
- 1975 : Pump Iron d'Alvin Lee
- 1975 : Alexis Korner d'Alexis Korner
- 1977 : Rough Mix de Peter Townshend et Ronnie Lane
- 1977 : Cat scratch fever de Ted Nugent
- 1977 : Vicious but fair des Streetwalkers
- 1979 : Bloodletting de Boxer
- 1982 : Before I Forget de Jon Lord - Avec Bernie Marsden, Cozy Powell, Tony Ashton, etc.
- 1982 : He Was... She Was... You Was... We Was... de Roger Chapman & The Shortlist
- 1982 :  ¡Corta! de Ramoncin - Sous le nom de Rockin' Raymond à la basse sur tout l'album.
- 1983 : Mango Crazy de Shortlist
- 1985 : Human Error de Poli Palmer
- 1986 : Detroit Diesel d'Alvin Lee
- 1988 : Riff Burglar (The Legendary Funny Cider Sessions – Vol. 1) de Shortlist
- 1991 : Farlowe de Chris Farlowe - Avec Albert Lee, Alvin Lee, Clem Clemson, Leo Lyons, Vicky Brown, Sam Brown, etc.
- 1992 : Waiting In The Wings de Chris Farlowe - Avec Alvin Lee, Phil Palmer, Geoff Whitehorn, etc.
- 1994 : The BBC Radio Sessions d'Alexis Korner - Avec Long John Baldry, Cyril Davies, Dick-Heckstall-Smith, Brian Auger.
- 1994 : From Time To Time de Ken Hensley
- 1995 : What's inside de Joan Armatrading - Flûte irlandaise sur Shape of a Pony.
- 1996 : On The Move ~1968-1982~ d'Alexis Korner - Avec Andy Fraser, Graham Bond, Robert Plant, Steve Miller, etc.
- 1998 : Musically rich... and famous Anthology 1967 - 1982 d'Alexis Korner
- 1998 : Call Me by My Name de Ruby Turner
- 1999 : The Celtic Groove Connection de Tam White/Boz Burrell avec un Big Band.
- 1999 : The Scrubbers Sessions de Humble Pie. - Avec Mel Collins, Ian Wallace, B J Cole, Tim Hinkley, Vicky Brown, etc.
- 2001 : Clear Through The Night de Steve Marriott
- 2005 : Chappo: The Loft Tapes Volume 2 - Rostock 1983 de Roger Chapman & The Shortlist
- 2006 : Chappo: The Loft Tapes Volume 4 - Live At Unca Po's, Hamburg 5.3.1982 de Roger Chapman & The Riffburglars
- 2006 : kornerstoned – the alexis korner anthology 1954-1983 d'Alexis Korner
- 2008 : 1978-2008 Memoria Audiovisual de Ramoncín - Ray sous le nom de Rockin' Raymond à la basse. Compilation 2 CD + DVD.
- 2010 : First Cut de Chapman/Whitney
- 2014 : Live At Grugahalle Essen 1981  de Roger Chapman & The Shortlist